# Riebener See
Der Riebener See (slawisch ryba = Fisch) ist ein eutropher Klarwasserflachsee und damit ein für Brandenburg eher seltener Gewässertyp. Er liegt im Naturpark Nuthe-Nieplitz bei dem gleichnamigen Dorf Rieben, einem Ortsteil der Stadt Beelitz im Landkreis Potsdam-Mittelmark. Das naturgeschützte Gewässer mit der Form einer Schnecke erstreckt sich von West nach Ost auf einer Länge von knapp einem Kilometer und hat eine maximale Breite von rund 600 Metern.

## Naturräumliche Einbindung
Die verlandenden, Schilf bestandenen Ufer des Riebener Sees sind weitgehend versumpft und unzugänglich. Baden und Angeln sind verboten. Das gesamte Gewässer ist ein wertvolles Biotop und Vogelrückzugs- und Brutgebiet. Er gehört zu einer Seenkette in der Nuthe-Nieplitz-Niederung, die sich vor ca. 20.000 Jahren am Ende der Weichsel-Eiszeit als Zwischenurstromtal der abtauenden Gletscher gebildet hat.

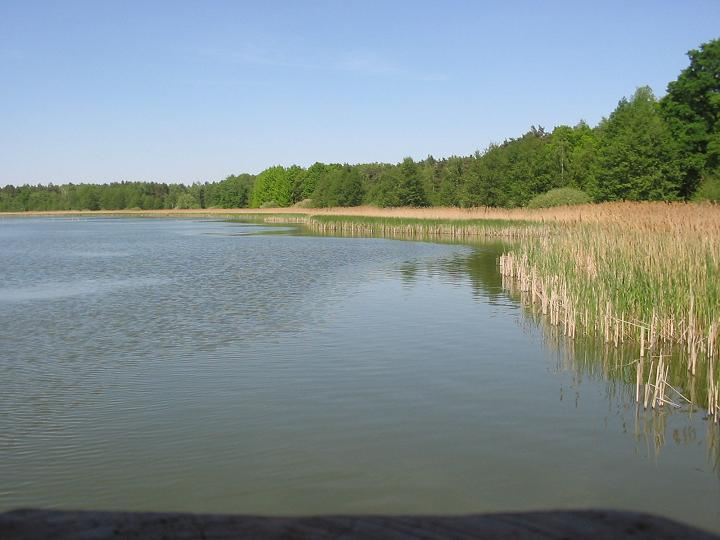
Dichter Schilfgürtel

Der See liegt am südöstlichen Rand des Neuseegebietes bei Stangenhagen im Bereich von Nieplitz, Pfefferfließ und einem ausgedehnten Grabensystem, das sich seit dem Abschalten der Schöpfwerke 1991 und ihrem Rückbau 2000/2001 zum ehemaligen Niedermoor renaturiert. Mit der Hebung des Grundwasserspiegels konnten die Verwallungen am Pfefferfließ aufgehoben werden. Seit 2004 ist auch der natürliche Abfluss, der lange verfüllte Vohskutengraben vom Riebener See zum Pfeffergraben wiederhergestellt. Für Fische und weitere Wasserwanderer ist damit der Weg über das Pfefferfließ und die Nieplitz durchgängig bis zum Blankensee passierbar. Ein Zufluss besteht im gleichnamigen Riebener See, der landwirtschaftlich genutzte Flächen westlich des Sees entwässert.

## Flora und Fauna
Seit der Aufgabe der Intensiv-Fischerei und der Entenmast am Ufer um 1992 hat sich der See wieder zum Vogelparadies entwickelt und das belastete Wasser erholt. Der Schutz und Erhalt seiner ökologischen Funktion ist seit dem Erwerb durch den Landschafts-Förder-Verein Nuthe-Nieplitz-Niederung e. V. im Jahr 2001 nachhaltig gesichert.

### Flora
Der See ist von einem dichten Schilfgürtel und erlenbestandenen Sümpfen in der verlandenden Uferzone umgeben, die vor dem Bau des Bohlenweges kaum einen Blick auf den See zuließen. Das Wasser des Riebener Sees ist wesentlich klarer als das des benachbarten Blankensees und Grössinsees. Die Sichttiefe reicht bis zum Grund und den Boden bedeckt eine fast geschlossene Pflanzendecke.

### Vogelbrutgebiet und Bohlensteg
Der ruhige und abgeschiedene See ist ein bevorzugter Rast-, Schlaf- und Brutplatz für Vögel. Zudem überwintern einige Tausend der insgesamt 60.000 Nordischen Gänse des Gebietes im See. Auf den Altbäumen einer Halbinsel hat sich eine Kormorankolonie fest eingerichtet. Rohrsänger, Tafelenten, Haubentaucher, Zwergtaucher, Kraniche und Schwäne sind am See heimisch. Das Gastspiel einer Rohrdommel (Botaurus stellaris) in den vergangenen Jahren lässt die Naturschützer hoffen, dass auch dieser sensible und streng geschützte Vogel eines Tages zur Population gehören wird. Die europaweit besonders geschützte und in Deutschland vom Aussterben bedrohte Rohrweihe (Circus aeruginosus) zählt bereits zu den Seebewohnern.

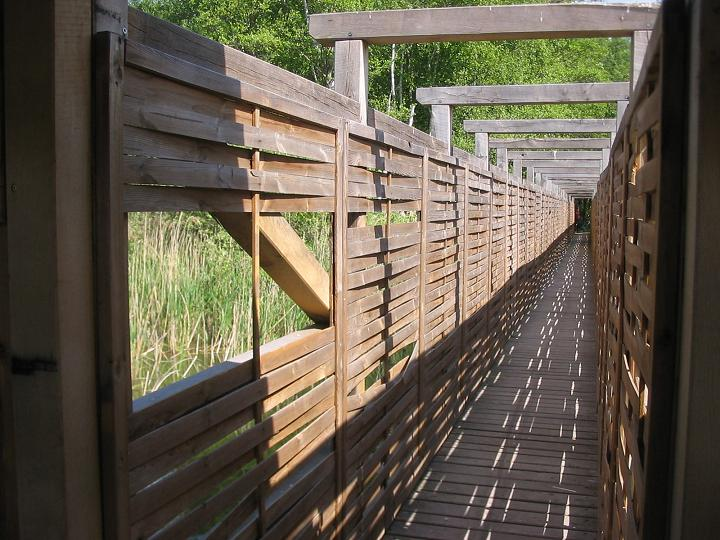
Vogelbeobachtungssteg

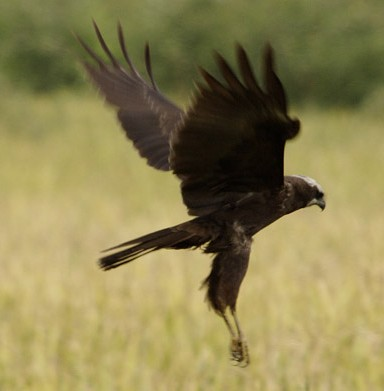
Rohrweihe (Circus aeruginosus)

Seit 2006 ermöglicht ein Bohlensteg mit Aussichtsplattform einen Blick über den gesamten See. Der Steg am ehemaligen Seeabfluss schiebt sich rund 20 Meter durch den Schilfgürtel in den See hinein und ist beidseitig zum Schutz der Tierwelt mit Holz verkleidet. Die Verkleidung lässt viele Durchblicke zu. Die Realisierung erfolgte im Rahmen der Flurneuordnung in Rieben mit dem Ziel, Interessen des Naturschutzes mit den Wünschen der Vogelbeobachter und des Tourismus in Einklang zu bringen.

### Fische und Amphibienschutz
Der bis 1992 stark befischte See wird heute nur noch gelegentlich zur Leerung der Aalreusen mit einem Kahn befahren. Zu den Bewohnern zählen insbesondere Karpfenfische wie Plötze, Blei oder Güster. Der See ist mit seinen sumpfigen Uferzonen und angrenzenden Wiesen ein bevorzugtes Gebiet von Fröschen, Kröten und Molchen. Zu den sieben festgestellten Amphibienarten zählt die gefährdete Kreuzkröte. Der Moorfrosch ist am häufigsten vertreten.
Zum Schutz ihrer Wanderungen wurden seit der stetigen Zunahme des Straßenverkehrs an der Landstraße 73 zwischen Rieben und Zauchwitz Krötenzäune eingerichtet. Denn Untersuchungen hatten ergeben, dass bereits ein Verkehrsaufkommen von 20 Fahrzeugen/Stunde zu einem Verlust von 20 % der Population führte und dass ab 60 Fahrzeugen/Stunde die Kriech- und Hüpftiere kaum noch eine Chance hatten, die Straße unbeschadet zu überqueren. 1993 wurden in den Sammeleimern der Schutzzäune rund 2.000 Amphibien gezählt. Im Februar/März 1998 waren es, nicht zuletzt dank der Schutzmaßnahmen, bereits 10.000. Mit diesen Daten konnte bei dem Ausbau der Straße 1998 als Ausgleichsmaßnahme für den Natureingriff ein Amphibienleitsystem durchgesetzt werden, das aus fünf Krötentunneln im Abstand von 50 Metern besteht. Nachfolgende Untersuchungen ergaben, dass sich das System bewährt hat. Der Amphibienreichtum trägt dazu bei, dass das Wappentier des Naturparks Nuthe Nieplitz, der Weißstorch, am Riebener See besonders häufig anzutreffen ist.

## Besiedlung des Sees
Zwar leitet sich der Name des Sees aus dem slawischen ryba = Fisch ab, nachweisbar besiedelt wurde er allerdings erst um 1335, rund 300 Jahre nach der slawischen Zeit. Zu dieser Zeit reichte der See noch bis an das gleichnamige Dorf Rieben heran, das heute rund dreihundert Meter entfernt liegt. Das Dorfleben war lange Zeit vom See bestimmt. Zur Gewinnung des umliegenden Sumpflandes ist der Vohskutengraben bereits früh verfüllt und an anderer Stelle ein Stau mit einem Wehr zur Wasserstandsregulierung gebaut worden.